# Comuna Tăuteu, Bihor
Tăuteu (în maghiară: Tóti) este o comună în județul Bihor, Crișana, România, formată din satele Bogei, Chiribiș, Ciutelec, Poiana și Tăuteu (reședința).

## Demografie
Componența etnică a comunei Tăuteu
     Români (49,36%)
     Maghiari (25,61%)
     Romi (20,26%)
     Alte etnii (0,33%)
     Necunoscută (4,45%)
Componența confesională a comunei Tăuteu
     Ortodocși (55,52%)
     Reformați (20,23%)
     Penticostali (9,84%)
     Romano-catolici (4,52%)
     Greco-catolici (2,33%)
     Baptiști (1,43%)
     Alte religii (1,55%)
     Necunoscută (4,59%)
Conform recensământului efectuat în 2021, populația comunei Tăuteu se ridică la 4.206 locuitori, în creștere față de recensământul anterior din 2011, când fuseseră înregistrați 4.063 de locuitori. Cei mai mulți locuitori sunt români (49,36%), cu minorități de maghiari (25,61%) și romi (20,26%), iar pentru 4,45% nu se cunoaște apartenența etnică. Din punct de vedere confesional, majoritatea locuitorilor sunt ortodocși (55,52%), cu minorități de reformați (20,23%), penticostali (9,84%), romano-catolici (4,52%), greco-catolici (2,33%) și baptiști (1,43%), iar pentru 4,59% nu se cunoaște apartenența confesională.

## Politică și administrație
Comuna Tăuteu este administrată de un primar și un consiliu local compus din 13 consilieri. Primarul, Nándor-Ștefan Vincze[*], de la Uniunea Democrată Maghiară din România, este în funcție din 2008. Începând cu alegerile locale din 2024, consiliul local are următoarea componență pe partide politice:
|  | Partid                                 | Consilieri | Componența Consiliului | Componența Consiliului | Componența Consiliului | Componența Consiliului | Componența Consiliului | Componența Consiliului |
|  | -------------------------------------- | ---------- | ---------------------- | ---------------------- | ---------------------- | ---------------------- | ---------------------- | ---------------------- |
|  | Uniunea Democrată Maghiară din România | 6          |                        |                        |                        |                        |                        |                        |
|  | Partidul Național Liberal              | 3          |                        |                        |                        |                        |                        |                        |
|  | Partidul Social Democrat               | 2          |                        |                        |                        |                        |                        |                        |
|  | Alianța pentru Unirea Românilor        | 2          |                        |                        |                        |                        |                        |                        |